# Estońskie bataliony sapersko-budowlane
Estońskie bataliony sapersko-budowlane (niem. Estnische-Bau-Pionier-Bataillone) - oddziały wojskowe Wehrmachtu złożone z Estończyków pod koniec II wojny światowej.

## Historia
W kwietniu - maju 1944 r. w okupowanej Estonii zostało sformowanych w ramach Wehrmachtu pięć batalionów sapersko-budowlanych. Liczyły one ponad 2,5 tys. żołnierzy. W ich skład weszli zmobilizowani Estończycy z roczników 1904–1918. Bataliony były podporządkowane Grupie Armii "Północ". Operowały one na północnym odcinku frontu wschodniego, a następnie wycofały się do Prus Wschodnich. W grudniu 1944 r. cztery bataliony zostały rozformowane. 5 Batalion w lutym 1945 r. włączono w skład garnizonu Szczecina.